# Lindsaea schlechteri
Lindsaea schlechteri là một loài dương xỉ trong họ Lindsaeaceae. Loài này được Brause mô tả khoa học đầu tiên năm 1912.
Danh pháp khoa học của loài này chưa được làm sáng tỏ. 